# HD 61409
HD 61409，又名CD-34 3760，SAO 198205、HR 2942，是一颗恒星，视星等为6.6，位于銀經249.29，銀緯-6.75，其B1900.0坐标为赤經7h 34m 3.7s，赤緯-35° -6.75′ 5″。